# Murad Huseynov (pianista)
Murad Farid oglu Huseynov (en azerí: Murad Fərid oğlu Hüseynov; Bakú, 1 de diciembre de 1973) es un pianista de Azerbaiyán, Director del Centro Internacional de Mugam de Azerbaiyán desde 2011.

## Biografía
Murad Huseynov nació el 1 de diciembre de 1973 en Bakú. 
Después de graduarse de la escuela de música estudió en la Academia de Música de Bakú entre 1991 y 1996. Él recibió una beca por el Gobierno francés. Entre 2000 y 2002 continuó su educación de música profesional en École Normale de Musique de Paris. En 2004-2006 también estudió en el Conservatorio de Moscú.
Murad Huseynov es laureado y premiado de los concursos internacionales de piano. Es el ganador del "3º Concurso Internacional de Piano Françis Poulenc" en Limoges en 2002. También ganó tres premios especiales a la mejor interpretación de las obras de compositores franceses. 
Él representa la cultura de Azerbaiyán en diferentes países del mundo – Francia, Inglaterra, Estados Unidos, Italia, España, Turquía, Japón, Rusia, Alemania, Hungría, Georgia, Malta, Afganistán, República Popular China, etc. Ha participado en numerosos festivales de música clásica: "Festival de Bach" (Estambul, 2000), "Festival de Piano" (Estambul, 2000), "Festival de Piano" (Hiroshima, 2002), "Kremlin Musical" (Moscú, 2004), etc. Ha interpretado en conciertos con varias orquestas y conjuntos famosos: Royal Philharmonic Orchestra, Orquesta Sinfónica de Limoges, Orquesta Sinfónica Estatal de Azerbaiyán, Orquesta Estatal de Cámara en nombre de Qara Qarayev, Cuarteto de Rusia. 
En noviembre de 2011 Murad Huseynov  fue nombrado Director del Centro Internacional Mugam de Azerbaiyán.

## Premios y títulos
- Artista de Honor de Azerbaiyán (2005)[5]
- Orden de las Artes y las Letras (2012)
- Orden del Mérito húngara (2012)
- Artista del pueblo de la República de Azerbaiyán (2011)[6]